# Logndeng
Logndeng ou Log Ndeng est un village du département du Nkam au Cameroun. Situé dans l'arrondissement de Yingui, il est localisé sur la piste rurale qui le lie à Mossé. 

## Population et environnement
En 1967, le village de Logndeng  avait 136 habitants. La population de Logndeng était de 228 habitants dont 123 hommes et 105 femmes, lors du recensement de 2005. 